# Selurinac
Selurinac Selovrenac, Selurac, Selurince*, Selerenac (mađ. Szentlőrinc, nje. St. Laurenz) je gradić u južnoj Mađarskoj.
Zauzima površinu od 27,80 km četvornih.

## Zemljopisni položaj
Nalazi se na 46° 3' sjeverne zemljopisne širine i 17° 59' istočne zemljopisne dužine. Kacsóta je 1,5 km zapadno, Senta je 1 km zapadno, Čerda je 3 km sjeverno, Boda je 5 km sjeveroistočno, Szabadszentkirály je 3 km jugoistočno, Bičir je 5,5 km istočno-jugoistočno, Gredara je 4,5 km južno-jugoistočno, Királyegyhaza je 2,5 južno-jugozapadno, Sedijanaš je 4,5 km jugozapadno, a Biduš je 7 km zapadno-jugozapadno. Od Pečuh je udaljen 20-ak km zapadno, a od Sigeta 17,5 km istočno.

## Upravna organizacija
Upravno je sjedište Selurinačke mikroregije u Baranjskoj županiji. Poštanski broj je 7940.
Delegat Hrvatske državne samouprave u Mađarskoj za Selurinac ulazi kao predstavnik Baranje. U sastavu od ožujka 2007. je to Gabor Györvari.

## Povijest
U doba Turskog Carstva, bila je sjedištem nahije unutar Pečuškog vilajeta.

## Promet
Važnim je željezničkim čvorištem. Od njega pruga vodi do Sigeta na zapadu, Pečuha i dalje na istok, do Šeljina na jugu i Dumvara i dalje na sjever.

## Kulturne znamenitosti
Dvorac obitelji Esterházy.

## Stanovništvo
Selurinac ima 7258 stanovnika (2001.). Mađari čine preko 90%, a svoje manjinske samouprave imaju manjine Nijemaca, Roma i Hrvata (vidi hrvatska manjinska samouprava), kojih je 1,5%, 1,5% i 0,7%, respektivno. Katolika je više od 70%, kalvinista je 7%, luterana je manje od 1%.

## Gospodarstvo
U blizini grada se nalaze termalni izvori, temperature 36 °C.

## Vanjske poveznice
- (mađ.) Szentlőrinc a Vendégvárón  Arhivirana inačica izvorne stranice od 26. rujna 2007. (Wayback Machine)
- (mađ.) Légifotók Szentlőrincről
- (mađ.) Szentlőrinc.lap.hu Linkgyűjtemény
- Selurinac na fallingrain.com